# Świeciechów (gmina)
Świeciechów – dawna gmina wiejska istniejąca w XIX wieku w guberni lubelskiej. Siedzibą władz gminy był Świeciechów.
Za Królestwa Polskiego gmina Świeciechów należała do powiatu janowskiego w guberni lubelskiej.
Gmina została zniesiona w 1877 roku, a jej obszar włączono do utworzonej trzy lata wcześniej (w 1874) gminy Annopol.